# Soings-en-Sologne
 Soings-en-Sologne  es una población y comuna francesa, en la región de Centro, departamento de Loir y Cher, en el distrito de Romorantin-Lanthenay y cantón de Selles-sur-Cher.

## Demografía
| 1302 | 1324 | 1314 | 1259 | 1289 | 1314 | 1463 |
| Para los censos de 1962 a 1999 la población legal corresponde a la población sin duplicidades (Fuente: INSEE [Consultar]) |      |      |      |      |      |      |